# Janusz de Rola
Janusz de Rola Janicki (również Johnny de Rola) (ur. 1 czerwca 1906 lub 1910 we Lwowie, zm. 26 maja 1991 w Tulonie) – polski i francuski malarz.

## Życiorys
Pochodzi z rodziny wywodzącej się ze szlachty książęcej. Po studiach na Akademii Sztuk Pięknych w Wiedniu został polskim wicekonsulem na Sycylii. Po wybuchu II wojny światowej zgłosił się na ochotnika na wojnę, a następnie wstąpił do Wojska Polskiego walczącego u boku Francuzów. Po wkroczeniu Niemiec do Francji wyjechał do Nicei, gdzie przebywała jego żona, przeżył tam II wojnę światową i pozostał po jej zakończeniu. Na początku lat 60. XX wieku mieszkał w Wiedniu, przez pewien czas w Var, od 1971 w Pignans. W 1981 ostatecznie zamieszkał w Gonfaron i spędził tam ostatnie dziesięć lat swojego życia. Posługiwał się paszportem nansenowskim, oficjalnie od II wojny światowej nie posiadał obywatelstwa żadnego kraju. 

## Twórczość
W latach 40. XX wieku uczył się malarstwo u Sylvaina Vigny'ego (1903-1970), dołączył wówczas do krupy portrecistów tworzących pod wpływem Pabla Picassa. Janusz de Rola tworzył kompozycje figuratywne i zyskał pewien rozgłos jako twórca portretów "eleganckich dam", był oficjalnym portrecistą saudyjskiej rodziny królewskiej, był również autorem portretów Sophii Loren i Brigitte Bardot. Na początku lat 70. XX wieku poznał malarza Rogera Boubeneca (ur. 1955), który z którym się zaprzyjaźnił i którego był mentorem. Boubenec powiedział o nim: "Był człowiekiem Europy: malarzem, poetą, muzykiem. To jemu zawdzięczam wizualne wyczucie kompozycji". W 1986 niemiecki magazyn "Madame" uhonorował Janusza de Rolę tytułem Artysty Roku. W 1987 magazyn Art Sud poświęcił mu artykuł w swoim pierwszym numerze. Po śmierci artysty założyciel Art Sud Salvatore Lombardo, złożył mu hołd wydając okolicznościowy dodatek w formie książeczki biograficznej dołączony do czwartego wydania w 1991. Właścicielka galerii, w której wystawiał swoje prace, Katia Granoff nazywała Janusza de Rolę jako "Chopina malarstwa".